# Ossinovka
Ossinovka (Осиновка) est un village de Russie situé dans l'arrondissement (raïon) de Gaguino de l'oblast de Nijni Novgorod. Il dépend du conseil rural de Bolchaïa Arat. Il comptait 33 habitants à l'année en 2020.

## Géographie

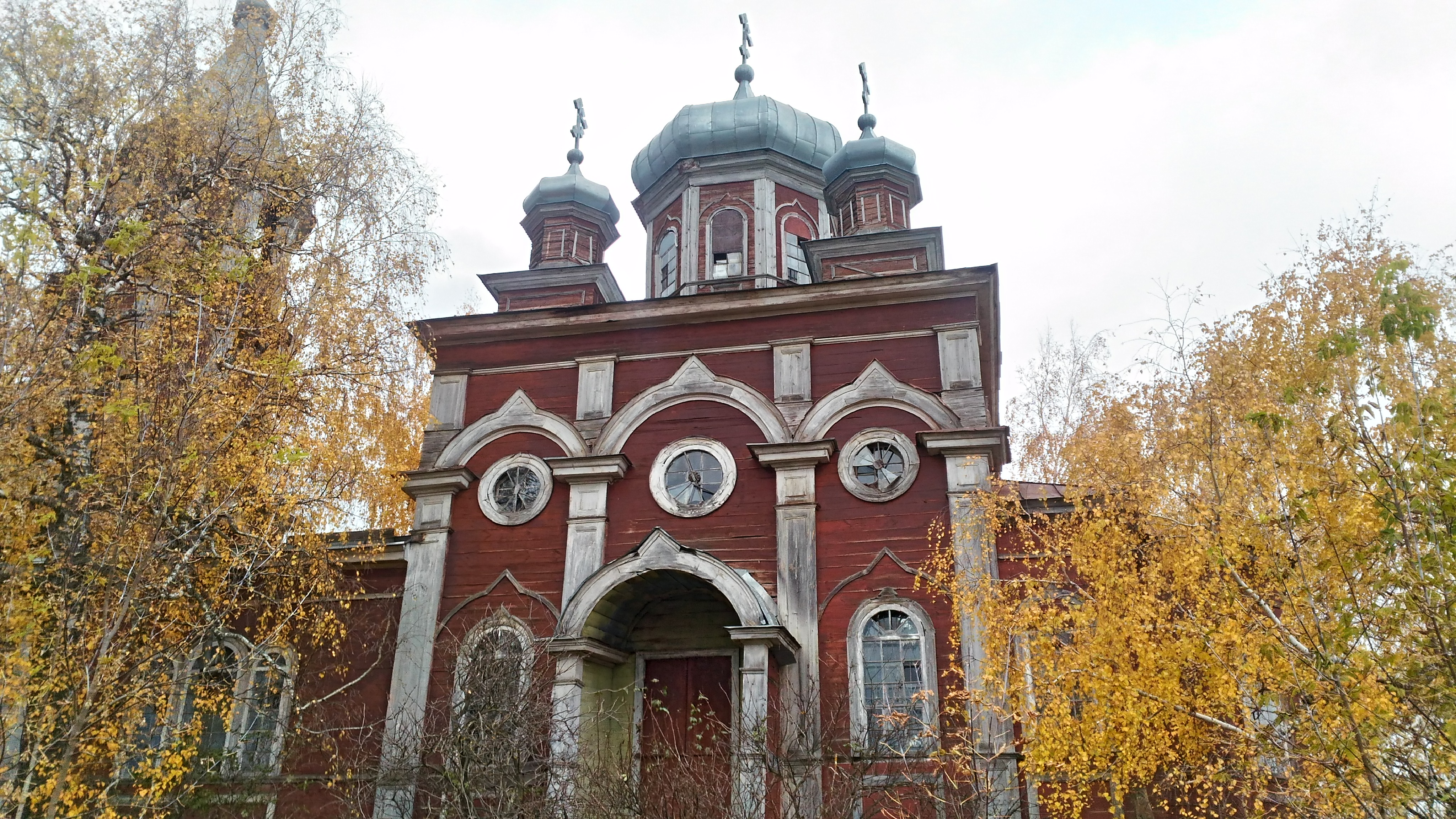
Façade de l'église d'Ossinovka.

Le village se trouve dans la partie sud-est de l'oblast de Nijni Novgorod dans une zone de feuillus et de conifères, au bord de la rivière Kirjen à 208 m d'altitude. Il est desservi par l'autoroute 22N-1816. Il est situé à environ 14 km à vol d'oiseau au nord-nord-ouest de Gaguino, chef-lieu de l'arrondissement du même nom.
Climat
Le climat est caractérisé comme continental tempéré, avec des étés courts et chauds et des hivers froids et neigeux. La température annuelle moyenne est de 3,2 à 3,4 °C. La température moyenne de l'air du mois le plus chaud (juillet) est de 17 à 19 ° C; le plus froid (janvier) - -14 - -12 ° C. Les précipitations annuelles moyennes sont de 450 à 500 mm, dont 349 mm tombent d'avril à octobre.
Fuseau horaire
Ossinovka a la même heure que Moscou, comme tout l'oblast de Nijni Novgorod.

## Population demeurant à l'année
- 2002 : 90 habitants
- 2010 : 49 habitants
- 2020 : 33 habitants

La population augmente à la belle saison avec les résidents secondaires (datchas).

## Patrimoine
Le village est surtout connu pour son église de style russo-byzantin, construite entre 1883 et 1891. Elle est dédiée à la Trinité et dépend aujourd'hui du doyenné de Boldino de l'éparchie de Lyskovo. C'est une église à cinq bulbes flanquée d'un haut campanile. Elle domine la courbe d'une rive de la rivière Kirjen.